# Danielle Kelly (grappler)
Danielle Kelly (Filadelfia, Pensilvania, Estados Unidos; 4 de diciembre de 1995) es una grappler de sumisión y cinturón negro en jiu-jitsu brasileño estadounidense que actualmente compite en la categoría de peso átomo de ONE Championship, donde es la actual la Campeona Mundial de Submission Grappling de Peso Átomo Femenino de ONE. Kelly tiene victorias sobre importantes peleadoras como Roxanne Modafferi, Cynthia Calvillo y la ex-campeona de UFC Carla Esparza.

## Primeros años
En su niñez, Kelly sufría de Bullying, lo que hizo que sus padres la inscribieran en clases de Jiu-Jitsu en un gimnasio cercano. A pesar de no saber nada sobre el grappling y ser la única niña en la clase, rápidamente se enamoró del deporte. Kelly compitió en su primer torneo cuatro meses después de empezar a entrenar, consiguiendo el primer lugar.

## Carrera de submission grappling
Kelly enfrentó a la peleadora de UFC Cynthia Calvillo en Quintet Ultra el 12 de diciembre de 2019. Kelly ganó el combate por ankle lock en sólo 17 segundos.
Kelly enfrentó a la peleadora de UFC Roxanne Modafferi en Submission Hunter Pro 60 el 25 de octubre de 2020. Ganó la pelea el combate por toe hold.
Kelly participó en el Campeonato de Who's Number ONE el 25 de septiembre de 2021. Enfrentó a Grace Gundrum en los cuartos de final. Perdió por el combate por decisión. Luego enfrentó a Jessica Crane en una pelea de repechaje. Ganó el combate por inside heel hook. Finalmente enfrentó a la medallista de bronce de ADCC Tammi Musumeci en otra pelea de repechaje. Kelly perdió el combate por armlock.

### UFC Fight Pass Invitational
Kelly enfrentó a Alexa Yanes en el primer UFC Fight Pass Invitational el 16 de diciembre de 2021. Perdió el combate por una cerrada decisión dividida.

### Fury Pro Grappling
Kelly estaba programada para enfrentar a la entonces campeona de UFC Rose Namajunas en Fury Pro Grappling 3 el 30 de diciembre de 2021. Sin embargo, Namajunas fue retirada del evento por protcolos de COVID-19 y fue reemplazada por la ex-campeona de UFC Carla Esparza. Kelly ganó el combate por parada médica luego de que un corte cerca del ojo de Esparza la dejara incapaz de seguir.

### ONE Championship
El 17 de febrero de 2022, se anunció que Kelly había firmado un contrato con ONE Championship, para competir en submission grappling y para un eventual debut en MMA.
Kelly debutó en la promoción en combate de submission grappling de peso átomo contra la veterana Mei Yamaguchi en ONE: X el 26 de marzo de 2022. El combate terminó en empate luego de completarse los 12 minutos pactados. Esta actuación la hizo ganadora del premio de $50.000 de Actuación de la Noche
Kelly enfrentó a la múltiples campeona mundial de Sambo Mariia Molchanova en ONE on Prime Video 4 el 18 de noviembre de 2022. Ganó la pelea en menos de 3 minutos por rear-naked choke. Esta actuación la hizo ganadora de su segundo premio de $50.000 de Actuación de la Noche.
Kelly enfrentó al ex-retadora al título de peso paja femenino de ONE, Ayaka Miura, en ONE Fight Night 7, el 24 de febrero de 2023. Ganó la pelea por decisión unánime.

#### Campeonato Mundial de Submission Grappling de Peso Paja de ONE
Kelly enfrentó a Jessa Khan en una revancha por el Campeonato Mundial Inaugural de Submission Grappling de Peso Átomo Femenino de ONE el 29 de septiembre de 2023, en ONE Fight Night 14. Ganó la pelea y el título por decisión unánime.
Kelly está programada para hacer la primera defensa de su título contra Mayssa Bastos el 2 de agosto de 2024, en ONE Fight Night 24.

## Vida personal
Kelly ha expresado en múltiples ocasiones su deseo de transcionar a MMA en algún momento. Sin embargo, ha dicho que no tiene intenciones de abandonar el jiu-jtsu.
Fuera del jiu-jitsu, Kelly gusta de jugar videojuegos.

## Linaje de instrucción
Kano Jigoro → Tomita Tsunejiro → Mitsuyo Maeda → Carlos Gracie Sr. → Hélio Gracie → Rolls Gracie → Carlos Gracie Jr. → Renzo Gracie → Karel Pavec → Danielle Kelly

## Campeonatos y logros
- ONE Championship
  - Campeonato Mundial de Submission Grappling de Peso Átomo Femenino de ONE (Una vez; actual; inaugural)
  - Actuación de la Noche (Dos veces) vs. Mei Yamaguchi y Mariia Molchanova[14][17]
- RISE Invitational
  - Campeonato de 125 libras de RISE Invitational 3

## Récord en grappling de sumisión (resumido)
| Récord profesional | Récord profesional | Récord profesional |
| 30 peleas          | 20 victorias       | 9 derrotas         |
| ------------------ | ------------------ | ------------------ |
| Sumisión           | 14                 | 3                  |
| Decisión           | 6                  | 6                  |
| Empate             | 1                  | 1                  |

| Resultado | Recórd | Oponente          | Método                      | Evento                                  | División   | Tipo | Fecha                    | Localización         |
| --------- | ------ | ----------------- | --------------------------- | --------------------------------------- | ---------- | ---- | ------------------------ | -------------------- |
|           |        | Mayssa Bastos     |                             | ONE Fight Night 24                      | –115 lbs   | Nogi | 2 de agosto de 2024      | Bangkok              |
| Victoria  | 20–9–1 | Jessa Khan        | Decisión (unánime)          | ONE Fight Night 14                      | –115 lbs   | Nogi | 29 de septiembre de 2023 | Kallang              |
| Victoria  | 19–9–1 | Ayaka Miura       | Decisión (unánime)          | ONE Fight Night 7                       | –119 lbs   | Nogi | 24 de febrero de 2023    | Bangkok              |
| Victoria  | 18–9–1 | Mariia Molchanova | Sumisión (rear-naked choke) | ONE on Prime Video 4                    | –115 lbs   | Nogi | 18 de noviembre de 2022  | Kallang              |
| Empate    | 17–9–1 | Mei Yamaguchi     | Empate (tiempo expirado)    | ONE: X                                  | –115 lbs   | Nogi | 26 de marzo de 2022      | Kallang              |
| Victoria  | 17–9   | Carla Esparza     | Parada médica (corte)       | Fury Pro Grappling 3                    | –115 lbs   | Nogi | 30 de diciembre de 2021  | Filadelfia, PA       |
| Derrota   | 16–9   | Alexa Yanes       | Decisión (dividida)         | UFC Fight Pass Invitational             | –125 lbs   | Nogi | 16 de diciembre de 2021  | Las Vegas, NV        |
| Victoria  | 16–8   | Cathryn Millares  | Decisión                    | Fury Pro Grappling 2                    | –115 lbs   | Nogi | 29 de octubre de 2021    | Filadelfia, PA       |
| Derrota   | 15–8   | Tammi Musumeci    | Sumisión (armlock)          | Who's Number One Championship           | –115 lbs   | Nogi | 26 de septiembre de 2021 | Austin, TX           |
| Victoria  | 15–7   | Jessica Crane     | Sumisión (inside heel hook) | Who's Number One Championship           | –115 lbs   | Nogi | 26 de septiembre de 2021 | Austin, TX           |
| Derrota   | 14–7   | Grace Gundrum     | Decisión                    | Who's Number One Championship           | –115 lbs   | Nogi | 25 de septiembre de 2021 | Austin, TX           |
| Victoria  | 14–6   | Sofia Amarante    | Sumisión (rear-naked choke) | Fury Pro Grappling 1                    | –115 lbs   | Nogi | 2 de julio de 2021       | Filadelfia, PA       |
| Victoria  | 13–6   | Jessica Crane     | Sumisión (kneebar)          | WNO: Craig Jones vs Tye Ruotolo         | –115 lbs   | Nogi | 18 de junio de 2021      | Austin, TX           |
| Derrota   | 12–6   | Jessa Khan        | Decisión                    | WNO: Craig Jones vs Ronaldo Junior      | –115 lbs   | Nogi | 26 de febrero de 2021    | Austin, TX           |
| Victoria  | 12–5   | Roxanne Modafferi | Sumisión (toe hold)         | Sumision Hunter Pro 60                  | –130 lbs   | Nogi | 25 de octubre de 2020    | Houston, TX          |
| Derrota   | 11–5   | Grace Gundrum     | Escape más rápido           | Jiu-Jitsu Over Time: The Featherweights | –115 lbs   | Nogi | 19 de julio de 2020      | Los Angeles, CA      |
| Derrota   | 11–4   | Nicole Sullivan   |                             | 2020 IBJJF San Jose Open No Gi          | –124.6 lbs | Nogi | 25 de febrero de 2020    | San José, CA         |
| Victoria  | 11–3   | Cynthia Calvillo  | Sumisión (ankle lock)       | Quintet Ultra                           | –115 lbs   | Nogi | 12 de diciembre de 2019  | Las Vegas, NV        |
| Victoria  | 10–3   | Jillian DeCoursey | Sumisión (kneebar)          | Rise Invitational 8                     | –115 lbs   | Nogi | 26 de octubre de 2019    | Westbury, NY         |
| Victoria  | 9–3    | Brittany Way      | OT                          | 2019 SubStars at The Tank 2             | −115 lbs   | Nogi | 19 de julio de 2019      | Miami, FL            |
| Victoria  | 8–3    | Mariuxi Llaguno   | Puntos                      | 2019 JitzKing Tampa                     | –125 lbs   | Nogi | 6 de julio de 2019       | Tampa, FL            |
| Derrota   | 7–3    | Nicole Sullivan   | Sumisión                    | 2019 ADCC West Coast Trials             | –60 kg     | Nogi | 9 de febrero de 2019     | Burbank, CA          |
| Victoria  | 7–2    | Jessica Bunchman  | Sumisión                    | 2019 ADCC West Coast Trials             | –60 kg     | Nogi | 9 de febrero de 2019     | Burbank, CA          |
| Victoria  | 6–2    | Alison Stiegler   | Sumisión                    | 2019 ADCC West Coast Trials             | –60 kg     | Nogi | 9 de febrero de 2019     | Burbank, CA          |
| Derrota   | 5–2    | Rikako Yuasa      | Escape más rápido           | EBI 18                                  | –115 lbs   | Nogi | 9 de diciembre de 2018   | Austin, TX           |
| Victoria  | 5–1    | Lilaa Smadja      | Sumisión (armbar)           | EBI 18                                  | –115 lbs   | Nogi | 9 de diciembre de 2018   | Austin, TX           |
| Victoria  | 4–1    | Bruna Bruns       | Sumisión (heel hook)        | Fight 2 Win 81                          | –115 lbs   | Nogi | 21 de julio de 2018      | Filadelfia, PA       |
| Victoria  | 3–1    | Amanda Krammy     | Sumisión (armbar)           | Rise Invitational 3                     | –125 lbs   | Nogi | 13 de enero de 2018      | Westbury, Nueva York |
| Victoria  | 2–1    | Lauren Braccia    | Sumisión (armbar)           | Rise Invitational 3                     | –125 lbs   | Nogi | 13 de enero de 2018      | Westbury, Nueva York |
| Victoria  | 1–1    | Lilaa Smadja      | OT                          | 2014 Pan Jiu-Jitsu IBJJF Championship   | –125 lbs   | Nogi | 15 de marzo de 2014      | Irvine, CA           |
| Derrota   | 0–1    | Rikako Yuasa      | OT                          | 2014 Pan Jiu-Jitsu IBJJF Championship   | –125 lbs   | Nogi | 15 de marzo de 2014      | Irvine, CA           |